# Yape (software)
Yape es un aplicativo peruano de pagos móviles creado en 2016 por el Banco de Crédito del Perú (BCP). Consta de un servicio de tecnología financiera que necesita de un número telefónico para operar, así realizar transacciones hacia otros usuarios mediante número telefónico o código QR.
Yape ganó fama como una alternativa práctica a la banca tradicional, en las transacciones digitales de bajo valor.

## Funcionamiento
El programa opera autónomamente en una billetera digital, con la posibilidad de integrarse con las cuentas tradicionales del BCP, y se recarga desde agentes autorizados.
Para 2024, se necesita una cuenta en Perú para realizar operaciones económicas dentro de Yape, a excepción de su tienda virtual. En el caso de los menores de edad, el propietario de la billetera debe ser un adulto responsable.
La aplicación ofrece una opción para crear o vincular una cuenta de usuario. Debido a que se trata de una aplicación web que depende de un número telefónico, los usuarios tienen tres modalidades para gestionar su dinero:
- Cuenta bancaria de BCP (requiriendo una tarjeta de la entidad). Admite cuentas mancomunadas para usuarios menores de edad.[8]
- Cuenta de ahorros «Yape»[nota 3] (requiriendo solo el documento nacional de identidad de usuario), aplicada en 2019 como parte de una estrategia de inclusión financiera para usuarios que cuenten un teléfono inteligente como partida;[11] si bien es una billetera virtual, esta se actualizó a modo de cuenta de ahorros digital entre abril y septiembre de 2022 para los nuevos y los antiguos registrados que no desean contar con una tarjeta de débito, cuya cuenta solo se opera desde el aplicativo y no tiene coste de mantenimiento.[12][13]
- Servicio de débito Visa (disponible para usuarios procedentes de Mibanco, Caja Cusco, Caja Piura, Caja Tacna, Caja Trujillo, Caja Sullana y anteriormente el Banco de la Nación). Esta afiliación varía en cada financiera o entidad ajena al BCP, algunas de ellas piden cumplir un periodo de pruebas para habilitar la aplicación en su totalidad.[14]

Las transacciones (que incluye pagos a bodegas) se realizan cuando se indica el número telefónico (algunos de ellos presentes en la lista de contactos) o se escanea por código QR para posteriormente introducir la contraseña de seis dígitos.
Si bien el dinero se puede administrar desde el proveedor bancario, en el caso de los afiliados con DNI se puede recargar o retirar desde agentes del Banco de Crédito. No hay límite de saldo acumulado.
Se planificó que en 2024 la aplicación permita recibir de remesas desde cualquier país.

### Transacciones
Las transacciones son denominadas dentro de la aplicación como «yapeos». Si bien desde el emisor obtiene el registro del pago luego de enviar cierto monto, el procedimiento concluirá cuando el receptor obtiene un recibo desde las notificaciones o accediendo el mismo aplicativo: un código de transferencia con detalles sobre el monto entregado, el destinatario (nombre y apellido) y los últimos dígitos de su número telefónico.
El monto mínimo de la transacción o «yapeo» es de 10 céntimos, y no hay comisión entre cuentas del mismo servicio. Además, los movimientos económicos se registran en el historial de la aplicación por un máximo de 90 días. Al ser Yape un intermediario, ningún movimiento puede deshacerse.

#### Verificación de transacciones
Como cualquier billetera virtual, las personas pueden confiarse de las transacciones de quienes realizan los pagos, convirtiéndose en algunos casos en una modalidad de estafa virtual. En 2023 se recurrió al término «yape falso» a los supuestos pagos, cuyos detalles del dispositivo emisor no coinciden con el recibo del receptor.  Se han registrado 453 denuncias policiales entre enero y noviembre de ese año, con un modus operandi que consiste en crear una falsa captura de pantalla para aparentar el pago de productos o servicios, explotándose en las redes sociales.
En 2025, Yape introdujo códigos de seguridad de tres cifras para verificar las transacciones. Estos códigos aparecen para ambas partes. Un portavoz de la aplicación señaló que aparecerá una notificación inmediata para que el receptor revise los códigos.

### Pago en negocios
Cualquier negocio, incluido microempresas, puede generar el código QR para realizar pagos virtuales. Esta opción fue implementada en la plataforma por la iniciativa corporativa Bodega Digital en Lima y Callao. En 2024 se estableció la opción de un perfil para empresas, para atender en grupo las operaciones bancarias masivas (superiores a 25 000 soles mensuales), a cambio de una comisión (fijada en el 2.95 % de los ingresos mensuales). Esta comisión es aplicable a ventas superiores a diez soles y recae únicamente sobre el propietario del negocio con el perfil habilitado.
Aparte del perfil para empresas, la plataforma cuenta con soporte adicional para point-of-service para realizar cobros de los productos consumidos en franquicias corporativas; además de los códigos QR en dispositivos físicos, la aplicación amplió la opción de realizar pagos en línea como Págalo.pe y Joinnus con el requisito de introducir el código de aprobación (diferente a la contraseña y que se genera por cuenta propia).

### Límites
Según el uso, el límite de envío y recibo dependerá del proveedor que se utilice (bancaria, Visa o DNI). Los límites han ido variando con el paso del tiempo, incrementándose unos cuantos soles cada año.
De acuerdo con las políticas del Banco de Crédito del Perú, el límite máximo para enviar y recibir dinero mensualmente en Yape es de cinco unidades impositivas unitarias (UIT). Para 2025, los usuarios que se hayan identificado con su documento nacional de identidad (DNI) tienen un límite de recepción mensual de 26 750 soles, y de envío diario de 500 soles. Este último se puede ampliar a 950 soles previa confirmación por SMS. En cambio, los registrados con Visa tienen hasta 200 soles de envío diario.
Debido a la pandemia de COVID-19, en 2022 se estableció un único límite temporal para el confinamiento obligatorio del 5 de abril, que fue de 2500 soles. En ese año, el director ejecutivo de Yape, Raimundo Morales, propuso incrementar el límite de monto regular del año siguiente sin superar los mil soles.
En 2024, cuando la billetera permitió el uso de moneda extranjera, se estableció el límite de 500 dólares diarios para los envíos, que equivale a la cantidad establecida por Yape en soles.

## Historia
La aplicación se creó por iniciativa del Centro de InnovaCXIón (CXI) del BCP. En su etapa de estreno (2017) contó con un límite de 500 soles de envío entre usuarios y 1000 soles de recibo diarios, en que los pagos de 60 soles a más requerían de un PIN de confirmación. Su punto inicial fue el sector universitario para promover estrategias para fomentar el efectivo digital.
En 2019 se anunció que Yape pasará a operarse como empresa independiente del BCP, lo que contará la modalidad de billetera con solo vincular el DNI. Además, en 2022, se incorporó cupones de descuento Yape Promos con 500 mil promociones temporales anuales. En 2023, debido a que no obtiene comisiones por el pago entre billeteras, la empresa propuso ser rentable por préstamos.
La aplicación cuenta con su mascota Yapito, que es la imagen de las promociones del software.

### Servicios afiliados
Yape está afiliada con instituciones y empresas peruanas como Reniec, Sunat, Teleticket, entre otros, para realizar cobros virtuales. Además que ofrece pago por visión a determinados partidos de la semana emitidos en la plataforma de streaming Liga 1 Max.
Además de los servicios, la aplicación cuenta con una tienda virtual, desarrollada por BCP, que permite la venta de productos de varios proveedores. Cabe destacar que esta tienda virtual permite realizar pagos desde otra entidad financiera autorizada por la Superintendencia de Banca y Seguros del Perú.
Entre 2020 y 2022 el servicio operó con cuentas del Banco de la Nación a pesar de reportarse errores en la transferencia. En 2023, la entidad del gobierno canceló operaciones tras evidenciarse un error de abono de 7 millones de soles.

### Usuarios
En 2017, durante la prueba, se contabilizaron 9000 descargas en Android e iOS. En 2019 contó con 1.5 millones registrados, con 310 mil usuarios activos mensuales. En ese año, 68 % de usuarios se concentraba en el departamento de Lima, mientras que Arequipa poseía el 5 %. En 2020 alcanzó los 2.2 millones de inscritos. En diciembre de 2020, la aplicación rompió la barrera de los cinco millones de afiliados. A inicios 2023 se reportaron 8.8 millones de «yaperos» activos mensualmente, en que a mediados de año llegaron a los 12 millones.
En marzo de 2023 Yape está implementada en casi un millón de pequeñas y medianas empresas.

### Microcréditos
En 2022 los desarrolladores incluyeron la opción de realizar microcréditos entre 150 y 200 soles con plazos de pago de 5, 20, 25 o 30 días. Al año siguiente se extendió a 500 soles, y para julio de ese 2023 se extendió la modalidad de créditos estándares de diez mil soles a 18 meses para quienes participen activamente de los microcréditos. Solo se aplica a los usuarios que cuentan con la modalidad de cuenta bancaria de BCP. Para el 2024, el líder de Yape, Christian Saavedra adelantó que habrá nuevos créditos de hasta S/ 10 000.

### Interoperatividad
En 2023 la aplicación realiza operaciones con Plin, billetera virtual creada en conjunto por BBVA, Scotiabank e Interbank. El límite entre Plin y Yape dependerá de los proveedores, aunque no existe una cuota de comisión al transferirse entre ellas. En el caso de que el número telefónico cuente entre ambos servicios, se deberá especificar hacia que billetera se destinará el envío.
El CEO de BCP del servicio reconoció en 2020 que las demás empresas bancarias no estuvieron interesadas en afiliarse con Yape. Para evitar desconfianza con la competencia, uno de los bancos de Plin, Interbank, elaboró una campaña en 2024 para incentivar la interoperabilidad.
En 2025, Yape anunció una alianza con la empresa brasileña EBANX para realizar pagos digitales a nivel internacional.

## Recepción
La aplicación Yape compitió con Lukita y Tunki (antecesores de Plin) en el sector financiero en el país; según Ipsos, en 2019, a mil encuestados del sector urbano, se posicionó como la marca más conocida a nivel nacional. En 2023 CX Index, encargada de evaluar servicios digitales en Perú, destacó al aplicativo en el rubro de los monederos electrónicos por «su trabajo en la búsqueda de funcionalidades para las personas, disponibilidad y proximidad», que además representa el 78 % de las operaciones de su tipo en ese país.
La modalidad «Yape con DNI» fue reconocida por la CADE Ejecutivos en su especial de 2021 Empresas que transforman el Perú.
Para 2024, uno de los gerentes del BCP admitió que el dinamismo de las billeteras digitales es mayor que en las operaciones bancarias.

## Extensión a otros países
En 2023 se lanzó Yape en Bolivia como reemplazo de Soli, la aplicación del BCP Bolivia. Para 2024, el límite de operaciones y de día es de 5400 bolivianos y 20 000 bolivianos, respectivamente.